# Peinture (La Tache rouge)
Pour les articles homonymes, voir Peinture.
Peinture (La Tache rouge) est un tableau réalisé par le peintre espagnol Joan Miró en 1925. Cette toile exécutée à l'huile et au pastel est conservée au musée national centre d'art Reina Sofía, à Madrid.

## Expositions
- Miró : La couleur de mes rêves, Grand Palais, Paris, 2018-2019 — n°24.